# Monument des enfants du Rhône
Aux enfants du Rhône défenseurs de la Patrie communément appelé Monument des enfants du Rhône est un monument aux morts dédié aux soldats lyonnais morts lors de la guerre franco-allemande de 1870. Il est situé place du Général-Leclerc à l'entrée du parc de la Tête d'or nommée « Porte des Enfants du Rhône » à Lyon en France. La sculpture a été réalisée par le sculpteur Étienne Pagny et a été inaugurée le 30 octobre 1887.

## Description
Le monument consiste en un hémicycle de pierre en avant duquel se trouve la statue en bronze composée d'une femme au drapeau, d'un sonneur de trompette, d'une tête de lion près de l'inscription « pro patria ».
Le lion brisant une épée a été réalisé par Charles Textor. L'architecte est Adolphe Coquet. Les fondeurs sont les frères Thiébaut.
Le monument a été financé par une souscription publique. Lors de son inauguration des représentants de la ville de Belfort, défendue par les enfants du Rhône, étaient présents.

## Environnement

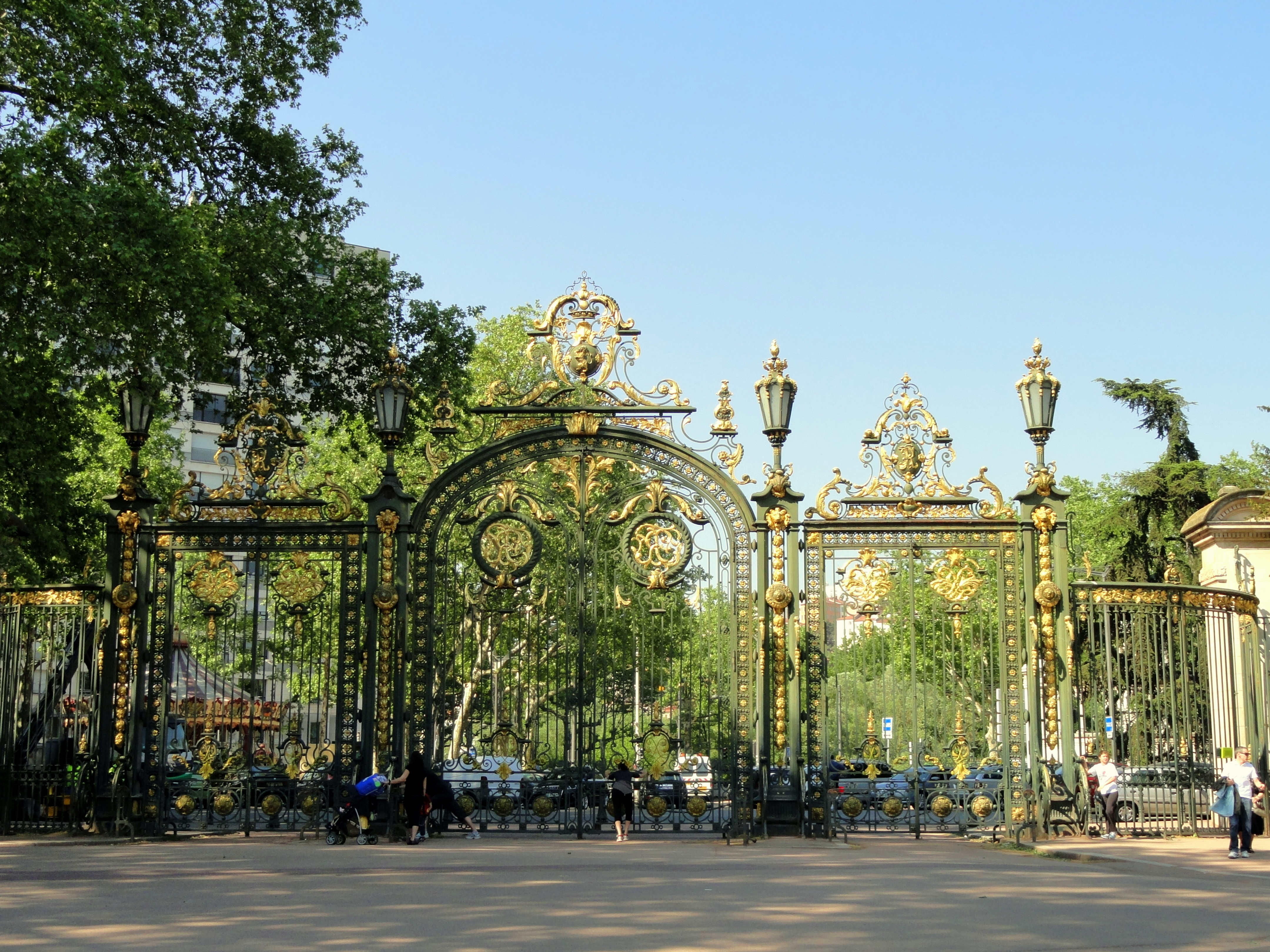
La grille de la « Porte des Enfants du Rhône ».

La grille de la toute proche « Porte des Enfants du Rhône » (réalisée par Charles Meysson et Henry Wilfrid Deville) ainsi que ses piliers font l'objet, avec la grille ou porte Montgolfier (avenue Verguin), la serre des Camélias, la serre des Pandanus et le monument aux morts de l'île du Souvenir d'une inscription aux monuments historiques depuis le 4 novembre 1982.
Des plans du film Les Liens du sang ont été tournés à cet emplacement.

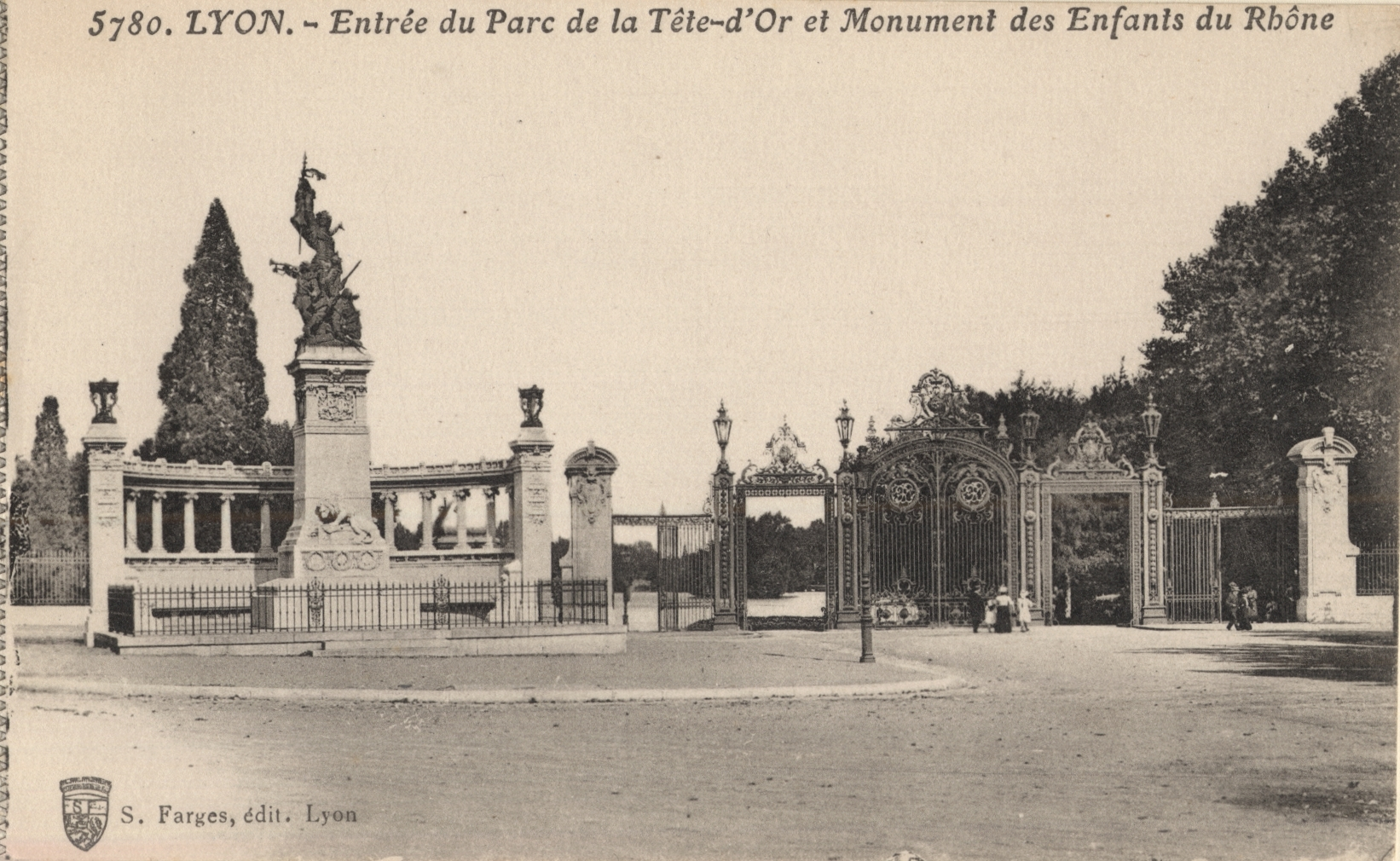
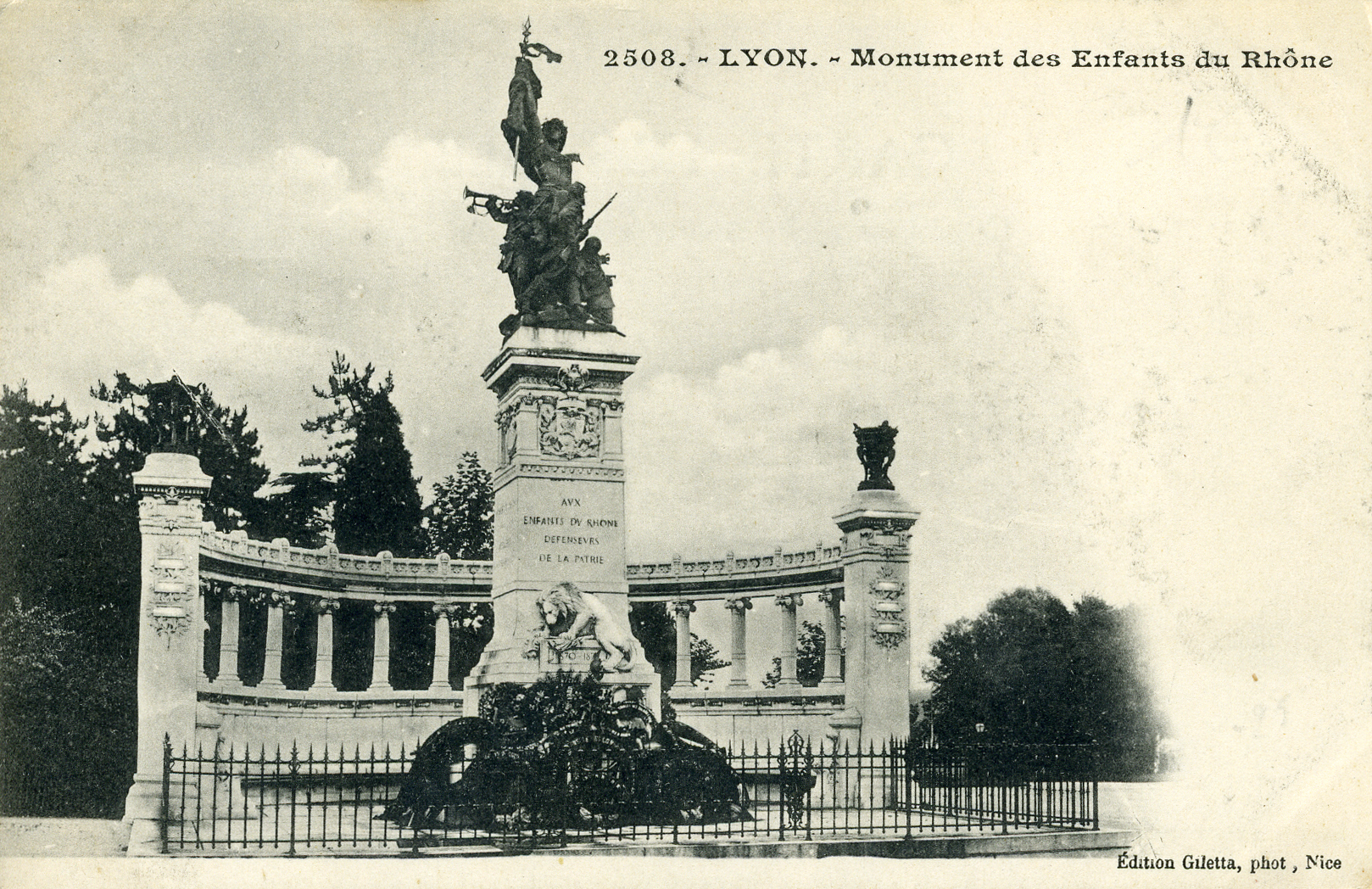
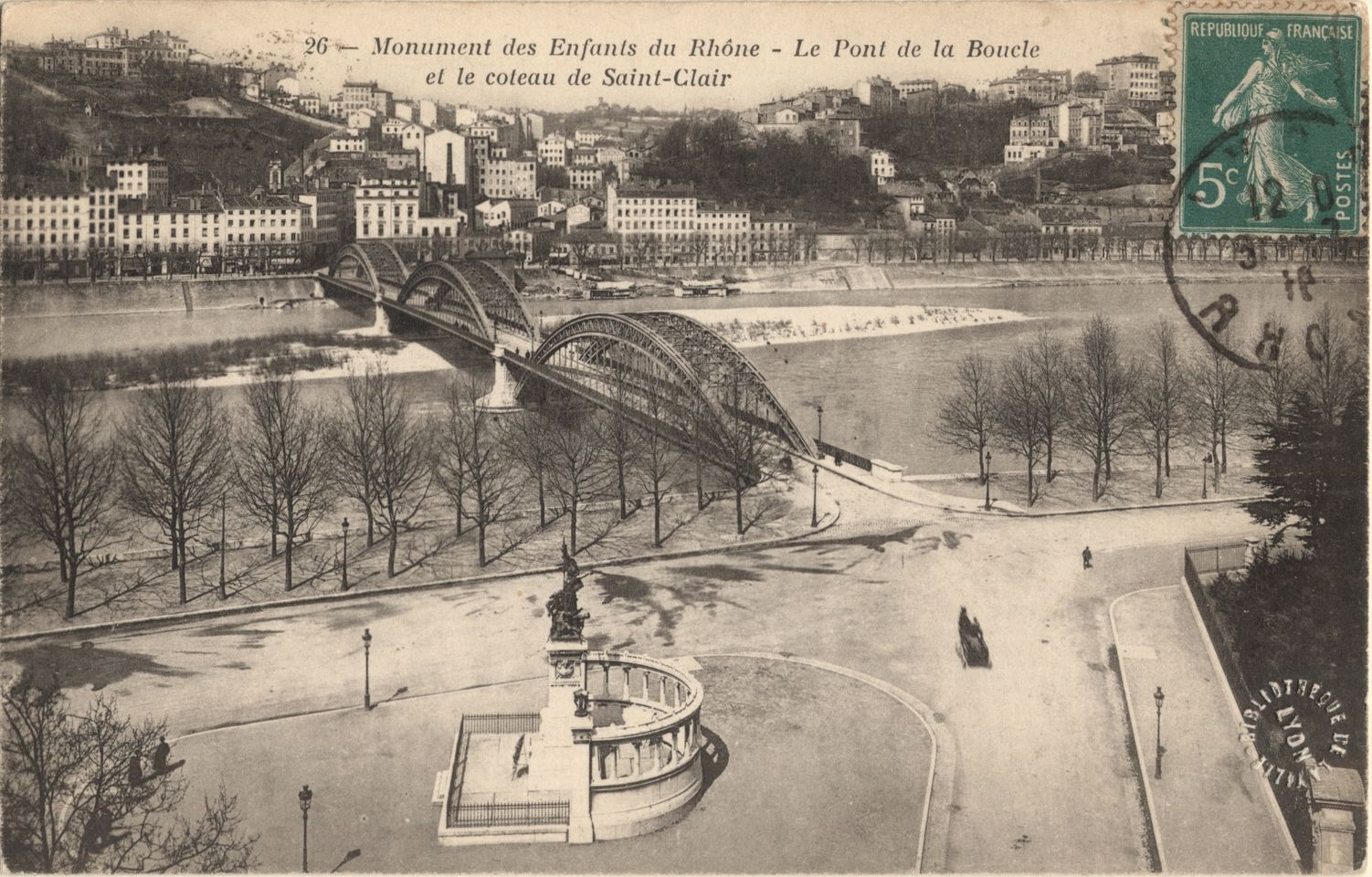